# Vòng loại Giải vô địch bóng đá thế giới 2018 – Khu vực châu Âu (Bảng B)

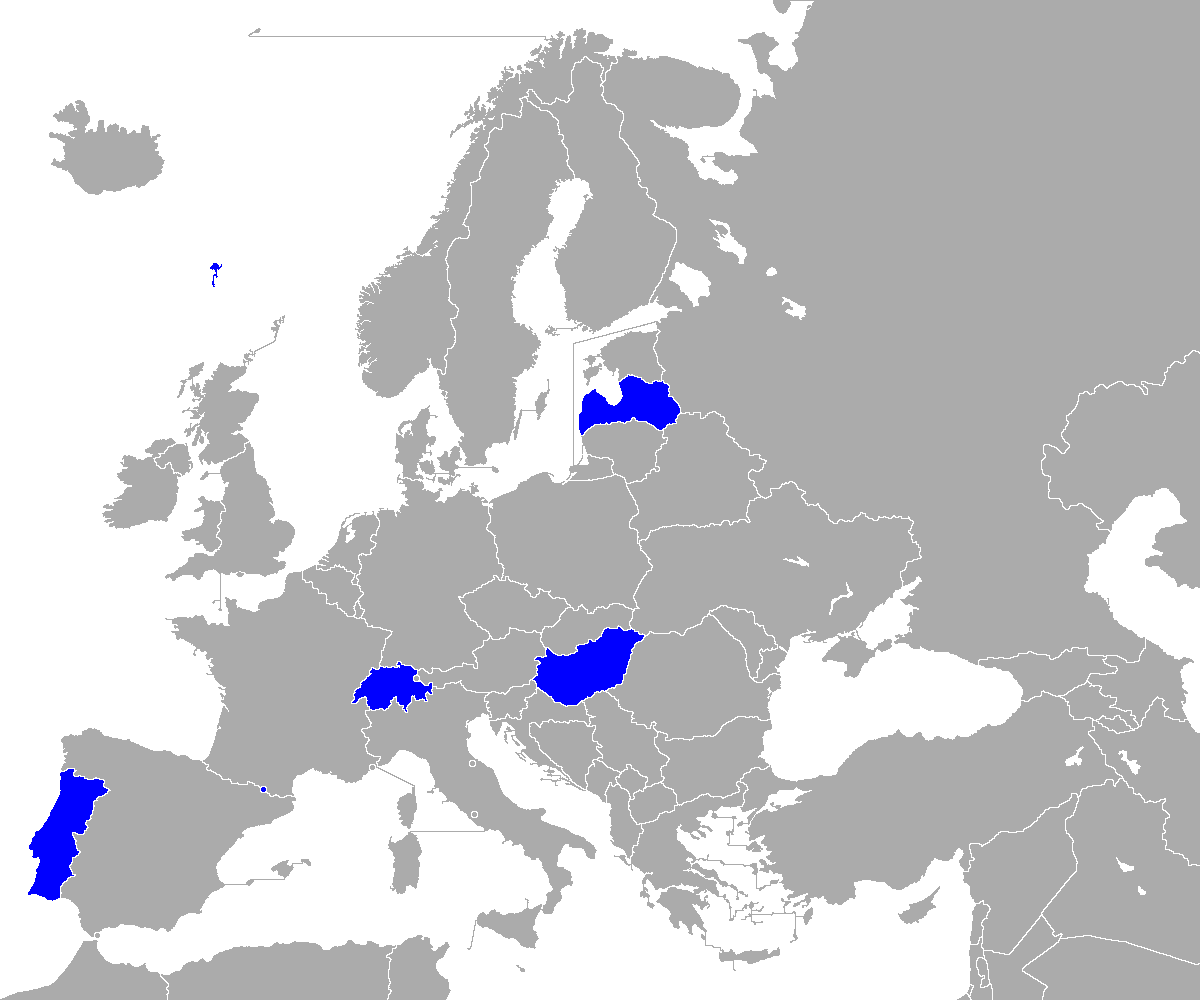
Những quốc gia tham gia tại vòng loại World cup 2018 – Khu vực châu Âu (Bảng B)

Dưới đây là kết quả các trận đấu trong khuôn khổ bảng B – vòng loại giải vô địch bóng đá thế giới 2018 khu vực châu Âu.
Bảng B bao gồm 6 đội: Bồ Đào Nha, Thụy Sĩ, Hungary, Quần đảo Faroe, Latvia, Andorra, thi đấu trong hai năm 2016 và 2017, theo thể thức lượt đi–lượt về, vòng tròn tính điểm, lấy đội đầu bảng tham gia vòng chung kết.

## Bảng xếp hạng
| Tiêu chí xếp hạng vòng loại Giải vô địch bóng đá thế giới 2018 |
| --- |
| Với thể thức sân nhà và sân khách, việc xếp hạng các đội trong mỗi bảng được dựa trên các tiêu chí sau đây (quy định các Điều 20.6 và 20.7): 1. Điểm số (3 điểm cho 1 trận thắng, 1 điểm cho 1 trận hòa, 0 điểm cho 1 trận thua) 2. Hiệu số bàn thắng thua 3. Số bàn thắng 4. Điểm số trong trận đấu giữa các đội 5. Hiệu số bàn thắng thua trong trận đấu giữa các đội 6. Số bàn thắng ghi được trong trận đấu giữa các đội 7. Số bàn thắng sân khách ghi được trong các trận đấu giữa các đội 8. Trận play-off trên sân trung lập (nếu được chấp thuận bởi FIFA), với hiệp phụ và đá sút luân lưu nếu cần |

| VT | Đội            | ST | T | H | B | BT | BB | HS  | Đ  | Giành quyền tham dự                        |     |     |     |     |     |     |     |
| -- | -------------- | -- | - | - | - | -- | -- | --- | -- | ------------------------------------------ | --- | --- | --- | --- | --- | --- | --- |
| 1  | Bồ Đào Nha     | 10 | 9 | 0 | 1 | 32 | 4  | +28 | 27 | Vượt qua vòng loại vào FIFA World Cup 2018 |     | —   | 2–0 | 3–0 | 5–1 | 4–1 | 6–0 |
| 2  | Thụy Sĩ        | 10 | 9 | 0 | 1 | 23 | 7  | +16 | 27 | Giành quyền vào vòng 2                     |     | 2–0 | —   | 5–2 | 2–0 | 1–0 | 3–0 |
| 3  | Hungary        | 10 | 4 | 1 | 5 | 14 | 14 | 0   | 13 |                                            |     | 0–1 | 2–3 | —   | 1–0 | 3–1 | 4–0 |
| 4  | Quần đảo Faroe | 10 | 2 | 3 | 5 | 4  | 16 | −12 | 9  |                                            | 0–6 | 0–2 | 0–0 | —   | 0–0 | 1–0 |     |
| 5  | Latvia         | 10 | 2 | 1 | 7 | 7  | 18 | −11 | 7  |                                            | 0–3 | 0–3 | 0–2 | 0–2 | —   | 4–0 |     |
| 6  | Andorra        | 10 | 1 | 1 | 8 | 2  | 23 | −21 | 4  |                                            | 0–2 | 1–2 | 1–0 | 0–0 | 0–1 | —   |     |

## Các trận đấu
Lịch thi đấu của bảng B đã được quyết định sau cuộc họp tại Sankt-Peterburg, Nga vào ngày 26 tháng 7 năm 2015. Giờ địa phương là CET/CEST, như được liệt kê bởi UEFA (giờ địa phương trong ngoặc đơn).
| Andorra | 0–1                             | Latvia     |
| ------- | ------------------------------- | ---------- |
|         | Chi tiết (FIFA) Chi tiết (UEFA) | Šabala 48' |

| Quần đảo Faroe | 0–0                             | Hungary |
| -------------- | ------------------------------- | ------- |
|                | Chi tiết (FIFA) Chi tiết (UEFA) |         |

| Thụy Sĩ                  | 2–0                             | Bồ Đào Nha |
| ------------------------ | ------------------------------- | ---------- |
| Embolo 23' · Mehmedi 30' | Chi tiết (FIFA) Chi tiết (UEFA) |            |

| Hungary         | 2–3                             | Thụy Sĩ                                     |
| --------------- | ------------------------------- | ------------------------------------------- |
| Szalai 53', 71' | Chi tiết (FIFA) Chi tiết (UEFA) | Seferović 51' · Rodríguez 67' · Stocker 89' |

| Latvia | 0–2                             | Quần đảo Faroe                 |
| ------ | ------------------------------- | ------------------------------ |
|        | Chi tiết (FIFA) Chi tiết (UEFA) | Nattestad 19' · Edmundsson 70' |

| Bồ Đào Nha                                            | 6–0                             | Andorra |
| ----------------------------------------------------- | ------------------------------- | ------- |
| Ronaldo 2', 4', 47', 68' · Cancelo 44' · A. Silva 86' | Chi tiết (FIFA) Chi tiết (UEFA) |         |

| Andorra           | 1–2                             | Thụy Sĩ                         |
| ----------------- | ------------------------------- | ------------------------------- |
| A. Martínez 90+1' | Chi tiết (FIFA) Chi tiết (UEFA) | Schär 19' (ph.đ.) · Mehmedi 77' |

| Quần đảo Faroe | 0–6                             | Bồ Đào Nha                                                            |
| -------------- | ------------------------------- | --------------------------------------------------------------------- |
|                | Chi tiết (FIFA) Chi tiết (UEFA) | A. Silva 12', 22', 37' · Ronaldo 65' · Moutinho 90+1' · Cancelo 90+3' |

| Latvia | 0–2                             | Hungary                  |
| ------ | ------------------------------- | ------------------------ |
|        | Chi tiết (FIFA) Chi tiết (UEFA) | Gyurcsó 10' · Szalai 77' |

| Hungary                                        | 4–0                             | Andorra |
| ---------------------------------------------- | ------------------------------- | ------- |
| Gera 33' · Lang 43' · Gyurcsó 73' · Szalai 88' | Chi tiết (FIFA) Chi tiết (UEFA) |         |

| Thụy Sĩ                         | 2–0                             | Quần đảo Faroe |
| ------------------------------- | ------------------------------- | -------------- |
| Derdiyok 27' · Lichtsteiner 83' | Chi tiết (FIFA) Chi tiết (UEFA) |                |

| Bồ Đào Nha                                            | 4–1                             | Latvia      |
| ----------------------------------------------------- | ------------------------------- | ----------- |
| Ronaldo 28' (ph.đ.), 85' · Carvalho 70' · Alves 90+2' | Chi tiết (FIFA) Chi tiết (UEFA) | Zjuzins 67' |

| Andorra | 0–0                             | Quần đảo Faroe |
| ------- | ------------------------------- | -------------- |
|         | Chi tiết (FIFA) Chi tiết (UEFA) |                |

| Thụy Sĩ   | 1–0                             | Latvia |
| --------- | ------------------------------- | ------ |
| Drmić 66' | Chi tiết (FIFA) Chi tiết (UEFA) |        |

| Bồ Đào Nha                      | 3–0                             | Hungary |
| ------------------------------- | ------------------------------- | ------- |
| A. Silva 32' · Ronaldo 36', 65' | Chi tiết (FIFA) Chi tiết (UEFA) |         |

| Andorra   | 1–0                             | Hungary |
| --------- | ------------------------------- | ------- |
| Rebés 26' | Chi tiết (FIFA) Chi tiết (UEFA) |         |

| Quần đảo Faroe | 0–2                             | Thụy Sĩ                 |
| -------------- | ------------------------------- | ----------------------- |
|                | Chi tiết (FIFA) Chi tiết (UEFA) | Xhaka 36' · Shaqiri 59' |

| Latvia | 0–3                             | Bồ Đào Nha                      |
| ------ | ------------------------------- | ------------------------------- |
|        | Chi tiết (FIFA) Chi tiết (UEFA) | Ronaldo 41', 63' · A. Silva 67' |

| Hungary                               | 3–1                             | Latvia        |
| ------------------------------------- | ------------------------------- | ------------- |
| Kádár 6' · Szalai 26' · Dzsudzsák 68' | Chi tiết (FIFA) Chi tiết (UEFA) | Freimanis 40' |

| Bồ Đào Nha                                                 | 5–1                             | Quần đảo Faroe  |
| ---------------------------------------------------------- | ------------------------------- | --------------- |
| Ronaldo 3', 28' (ph.đ.), 65' · Carvalho 58' · Oliveira 85' | Chi tiết (FIFA) Chi tiết (UEFA) | Baldvinsson 38' |

| Thụy Sĩ                               | 3–0                             | Andorra |
| ------------------------------------- | ------------------------------- | ------- |
| Seferović 43', 63' · Lichtsteiner 67' | Chi tiết (FIFA) Chi tiết (UEFA) |         |

| Quần đảo Faroe | 1–0                             | Andorra |
| -------------- | ------------------------------- | ------- |
| Rólantsson 32' | Chi tiết (FIFA) Chi tiết (UEFA) |         |

| Hungary | 0–1                             | Bồ Đào Nha   |
| ------- | ------------------------------- | ------------ |
|         | Chi tiết (FIFA) Chi tiết (UEFA) | A. Silva 48' |

| Latvia | 0–3                             | Thụy Sĩ                                               |
| ------ | ------------------------------- | ----------------------------------------------------- |
|        | Chi tiết (FIFA) Chi tiết (UEFA) | - Seferović 9' - Džemaili 54' - Rodríguez 58' (ph.đ.) |

| Quần đảo Faroe | 0–0                             | Latvia |
| -------------- | ------------------------------- | ------ |
|                | Chi tiết (FIFA) Chi tiết (UEFA) |        |

| Andorra | 0–2                             | Bồ Đào Nha                   |
| ------- | ------------------------------- | ---------------------------- |
|         | Chi tiết (FIFA) Chi tiết (UEFA) | - Ronaldo 63' - A. Silva 86' |

| Thụy Sĩ                                                    | 5–2                             | Hungary                   |
| ---------------------------------------------------------- | ------------------------------- | ------------------------- |
| - Xhaka 18' - Frei 20' - Zuber 43', 49' - Lichtsteiner 83' | Chi tiết (FIFA) Chi tiết (UEFA) | - Guzmics 59' - Ugrai 89' |

| Hungary  | 1–0                             | Quần đảo Faroe |
| -------- | ------------------------------- | -------------- |
| Böde 81' | Chi tiết (FIFA) Chi tiết (UEFA) |                |

| Latvia                                           | 4–0                             | Andorra |
| ------------------------------------------------ | ------------------------------- | ------- |
| - Ikaunieks 11' - Šabala 19', 59' - Tarasovs 63' | Chi tiết (FIFA) Chi tiết (UEFA) |         |

| Bồ Đào Nha                          | 2–0                             | Thụy Sĩ |
| ----------------------------------- | ------------------------------- | ------- |
| - Djourou 41' (l.n.) - A. Silva 57' | Chi tiết (FIFA) Chi tiết (UEFA) |         |

## Danh sách cầu thủ ghi bàn
15 bàn
- Cristiano Ronaldo

9 bàn
- André Silva

5 bàn
- Ádám Szalai

4 bàn
- Haris Seferović

3 bàn
- Valērijs Šabala
- Stephan Lichtsteiner

2 bàn
- Ádám Gyurcsó
- João Cancelo
- William Carvalho
- Admir Mehmedi
- Ricardo Rodríguez
- Granit Xhaka
- Steven Zuber

1 bàn
- Alexandre Martínez
- Marc Rebés
- Rógvi Baldvinsson
- Joán Símun Edmundsson
- Sonni Nattestad
- Gilli Rólantsson
- Dániel Böde
- Balász Dzsudzsák
- Zoltán Gera
- Richárd Guzmics
- Tamás Kádár
- Ádám Lang
- Roland Ugrai
- Gints Freimanis
- Jānis Ikaunieks
- Igors Tarasovs
- Artūrs Zjuzins
- Bruno Alves
- João Moutinho
- Nélson Oliveira
- Eren Derdiyok
- Josip Drmić
- Blerim Džemaili
- Breel Embolo
- Fabian Frei
- Fabian Schär
- Xherdan Shaqiri
- Valentin Stocker

Phản lưới nhà
- Johan Djourou (trong trận gặp Bồ Đào Nha)

## Thẻ phạt
| Cầu thủ               | Đội tuyển      | Trận bị thẻ phạt                                                               | Treo giò                                |
| --------------------- | -------------- | ------------------------------------------------------------------------------ | --------------------------------------- |
| Granit Xhaka          | Thụy Sĩ        | v Bồ Đào Nha (6 tháng 9 năm 2016)                                              | v Hungary (7 tháng 10 năm 2016)         |
| Marc Rebés            | Andorra        | v Bồ Đào Nha (7 tháng 10 năm 2016)                                             | v Thụy Sĩ (10 tháng 10 năm 2016)        |
| Jordi Rubio           | Andorra        | v Bồ Đào Nha (7 tháng 10 năm 2016)                                             | v Thụy Sĩ (10 tháng 10 năm 2016)        |
| Valon Behrami         | Thụy Sĩ        | v Bồ Đào Nha (6 tháng 9 năm 2016) · v Hungary (7 tháng 10 năm 2016)            | v Andorra (10 tháng 10 năm 2016)        |
| Ildefons Lima         | Andorra        | v Bồ Đào Nha (7 tháng 10 năm 2016) · v Thụy Sĩ (10 tháng 10 năm 2016)          | v Hungary (13 tháng 11 năm 2016)        |
| Tamás Kádár           | Hungary        | v Quần đảo Faroe (6 tháng 9 năm 2016) · v Latvia (10 tháng 10 năm 2016)        | v Andorra (13 tháng 11 năm 2016)        |
| Valērijs Šabala       | Latvia         | v Andorra (6 tháng 9 năm 2016) · v Hungary (10 tháng 10 năm 2016)              | v Bồ Đào Nha (13 tháng 11 năm 2016)     |
| Pepe                  | Bồ Đào Nha     | v Andorra (7 tháng 10 năm 2016) · v Quần đảo Faroe (10 tháng 10 năm 2016)      | v Latvia (13 tháng 11 năm 2016)         |
| Fróði Benjaminsen     | Quần đảo Faroe | v Hungary (6 tháng 9 năm 2016) · v Thụy Sĩ (13 tháng 11 năm 2016)              | v Andorra (25 tháng 3 năm 2017)         |
| László Kleinheisler   | Hungary        | v Quần đảo Faroe (6 tháng 9 năm 2016) · v Andorra (13 tháng 11 năm 2016)       | v Bồ Đào Nha (25 tháng 3 năm 2017)      |
| Vitālijs Maksimenko   | Latvia         | v Quần đảo Faroe (7 tháng 10 năm 2016) · v Bồ Đào Nha (13 tháng 11 năm 2016)   | v Thụy Sĩ (25 tháng 3 năm 2017)         |
| Marc García           | Andorra        | v Latvia (6 tháng 9 năm 2016) · v Quần đảo Faroe (25 tháng 3 năm 2017)         | v Hungary (9 tháng 6 năm 2017)          |
| Márcio Vieira         | Andorra        | v Latvia (6 tháng 9 năm 2016) · v Quần đảo Faroe (25 tháng 3 năm 2017)         | v Hungary (9 tháng 6 năm 2017)          |
| Joán Símun Edmundsson | Quần đảo Faroe | v Andorra (25 tháng 3 năm 2017)                                                | v Thụy Sĩ (9 tháng 6 năm 2017)          |
| Fabian Schär          | Thụy Sĩ        | v Andorra (10 tháng 10 năm 2016) · v Latvia (25 tháng 3 năm 2017)              | v Quần đảo Faroe (9 tháng 6 năm 2017)   |
| Chus Rubio            | Andorra        | v Thụy Sĩ (10 tháng 10 năm 2016) · v Hungary (9 tháng 6 năm 2017)              | v Thụy Sĩ (31 tháng 8 năm 2017)         |
| Moisés San Nicolás    | Andorra        | v Quần đảo Faroe (25 tháng 3 năm 2017) · v Hungary (9 tháng 6 năm 2017)        | v Thụy Sĩ (31 tháng 8 năm 2017)         |
| Gļebs Kļuškins        | Latvia         | v Bồ Đào Nha (13 tháng 11 năm 2016) · v Bồ Đào Nha (9 tháng 6 năm 2017)        | v Hungary (31 tháng 8 năm 2017)         |
| Oļegs Laizāns         | Latvia         | v Andorra (6 tháng 9 năm 2016) · v Bồ Đào Nha (ngày 9 tháng 6 năm 2017)        | v Hungary (31 tháng 8 năm 2017)         |
| Jordi Aláez           | Andorra        | v Hungary (9 tháng 6 năm 2017) · v Thụy Sĩ (31 tháng 8 năm 2017)               | v Quần đảo Faroe (3 tháng 9 năm 2017)   |
| Ludovic Clemente      | Andorra        | v Latvia (6 tháng 9 năm 2016) · v Thụy Sĩ (31 tháng 8 năm 2017)                | v Quần đảo Faroe (3 tháng 9 năm 2017)   |
| Barnabás Bese         | Hungary        | v Andorra (9 tháng 6 năm 2017) · v Latvia (31 tháng 8 năm 2017)                | v Bồ Đào Nha (3 tháng 9 năm 2017)       |
| Gints Freimanis       | Latvia         | v Thụy Sĩ (25 tháng 3 năm 2017) · v Hungary (31 tháng 8 năm 2017)              | v Thụy Sĩ (3 tháng 9 năm 2017)          |
| Marc Pujol            | Andorra        | v Hungary (9 tháng 6 năm 2017) · v Quần đảo Faroe (3 tháng 9 năm 2017)         | v Bồ Đào Nha (7 tháng 10 năm 2017)      |
| Jordi Rubio           | Andorra        | v Quần đảo Faroe (25 tháng 3 năm 2017) · v Quần đảo Faroe (3 tháng 9 năm 2017) | v Bồ Đào Nha (7 tháng 10 năm 2017)      |
| Balázs Dzsudzsák      | Hungary        | v Bồ Đào Nha (25 tháng 3 năm 2017) · v Bồ Đào Nha (3 tháng 9 năm 2017)         | v Thụy Sĩ (7 tháng 10 năm 2017)         |
| Attila Fiola          | Hungary        | v Quần đảo Faroe (6 tháng 9 năm 2016) · v Bồ Đào Nha (3 tháng 9 năm 2017)      | v Thụy Sĩ (7 tháng 10 năm 2017)         |
| Tamás Priskin         | Hungary        | v Bồ Đào Nha (3 tháng 9 năm 2017)                                              | v Thụy Sĩ (7 tháng 10 năm 2017)         |
| Dāvis Indrāns         | Latvia         | v Hungary (31 tháng 8 năm 2017) · v Thụy Sĩ (3 tháng 9 năm 2017)               | v Quần đảo Faroe (7 tháng 10 năm 2017)  |
| Aleksandrs Solovjovs  | Latvia         | v Hungary (31 tháng 8 năm 2017) · v Thụy Sĩ (3 tháng 9 năm 2017)               | v Quần đảo Faroe (7 tháng 10 năm 2017)  |
| Kaspars Gorkšs        | Latvia         | v Bồ Đào Nha (13 tháng 11 năm 2016) · v Quần đảo Faroe (7 tháng 10 năm 2017)   | v Andorra (10 tháng 10 năm 2017)        |
| Víctor Rodríguez      | Andorra        | v Bồ Đào Nha (7 tháng 10 năm 2016) · v Bồ Đào Nha (7 tháng 10 năm 2017)        | v Latvia (10 tháng 10 năm 2017)         |
| Moisés San Nicolás    | Andorra        | v Quần đảo Faroe (3 tháng 9 năm 2017) · v Bồ Đào Nha (7 tháng 10 năm 2017)     | v Latvia (10 tháng 10 năm 2017)         |
| Ákos Elek             | Hungary        | v Bồ Đào Nha (3 tháng 9 năm 2017) · v Thụy Sĩ (7 tháng 10 năm 2017)            | v Quần đảo Faroe (10 tháng 10 năm 2017) |